# Josserand de Sainte-Colombe
Josserand de Sainte-Colombe (ca. 1370 – na 1435) was een Frans ridder en heer van Sainte-Colombe, Saint-Priest-la-Roche, Ugni (in de Nivernais) en La Bury.

## Levensloop
Hij was de oudste zoon van Guillard II de Sainte-Colombe en zijn vrouw Catherine de Monteux. Hij trouwde in Saint-Galmier op 5 juni 1401 met Marguerite de Polargues, dochter van Amblard de Polargue en Eléonore de Saint-Priest uit het huis van Apinac. Bij dit huwelijk ontving hij van zijn moeder onder andere de heerlijkheid Sainte-Priest-la-Roche, op voorwaarde dat zijn ouders het vruchtgebruik hiervan behielden. Zijn vrouw overleed echter kort na de geboorte van hun zoon. Na het kinderloos overlijden van zijn broer, Girard II de Sainte-Colombe, erfde hij ook de heerlijkheid Sainte-Colombe.
Josserand hertrouwde met Jeanne Bugnette uit de Nivernais, erfgename van de heerlijkheid Ugni bij Saint-Léonard de Corbigny en inkomsten uit goederen in en om de Tonnerrois. Uit dit huwelijk werden zes kinderen geboren, maar ook zijn tweede vrouw overleed vroegtijdig. Daarna trouwde Josserand een derde keer, met Guye de Laye uit het huis van Saint-Lagier. In 1412 voerde hij het bevel over een garnizoen in Chamelet en verklaarde hij trouw aan de graaf van Forez, Jan I van Bourbon. In 1435 maakte hij zijn testament op.
Uit zijn drie huwelijken kwamen veel kinderen voort. Zijn oudste zoon, Jean de Sainte-Colombe, erfde Saint-Priest-la-Roche. Zijn dochter, Jeanne de Sainte-Colombe, trouwde met Guillaume Letous, heer van Pradines in de Beaujolais. Zijn jongere zoon Antoine de Sainte-Colombe volgde hem op in Sainte-Colombe zelf.

## Kinderen
Met zijn eerste vrouw, Marguerite de Polargues, had hij een zoon:
1. Jean de Sainte-Colombe, stamvader van de heren van Saint-Priest-la-Roche.[4]

Met zijn tweede vrouw, Jeanne Bugnette, had hij de volgende kinderen:
1. Antoine de Sainte-Colombe (ca. 1415-1479) erfde de heerlijkheid Sainte-Colombe.[4]
2. Girard de Sainte-Colombe erfde de heerlijkheid Ugni en overige goederen in de Nivernais afkomstig van zijn moeder. Hij overleed kinderloos.[5]
3. Marguerite de Sainte-Colombe, geestelijke in de Abdij van Bonlieu.[6]
4. Philippe de Sainte-Colombe, geestelijke in dezelfde abdij.[6]
5. Jeanne de Sainte-Colombe trouwde met Guillaume Letous, heer van Pradines. Zij overleed kinderloos.[7]
6. Anne de Sainte-Colombe trouwde met Louis de Fauerges.[6]

Met zijn derde vrouw, Guye de Laye, had hij een dochter:
1. Antoinette de Sainte-Colombe trouwde volgens de historicus Samuel Guichenon met Antoine de Varennes, heer van Rappetour. Bewijs hiervoor ontbreekt echter.[8]